# Przedmieście Dalsze
Przedmieście Dalsze (prononciation : [pʂɛdˈmjɛɕt͡ɕɛ ˈdalʂɛ]) est un village polonais de la gmina de Solec nad Wisłą dans le powiat de Lipsko de la voïvodie de Mazovie dans le centre-est de la Pologne.
Il se situe à environ 5 kilomètres à l'ouest de Solec nad Wisłą (siège de la gmina), 4 kilomètres à l'est de Lipsko (siège du powiat) et à 128 kilomètres au sud de Varsovie (capitale de la Pologne).
Le village possède approximativement une population de 900 habitants en 2007.

## Histoire
De 1975 à 1998, le village appartenait administrativement à la voïvodie de Radom.